# كنيسة القديس نيقولا القديمة (جافورينا)
كنيسة القديس نيقولا ( نيقولا ميرا ) القديمة أو المعروفة بالكنيسة الخشبية في قرية جافورينا تقع في دولة البوسنة والهرسك في قرية جافورينا وقد تمّ بناؤها عام 1756 ميلادي كوقف للقديس نيقولا.

## بناء الكنيسة
تنتمي كنيسة القديس نيقولا القديمة إلى الطراز القديم من الكنائس فهي ذات بناء مستطيل الشكل دون وجود المحراب في منطقة المذبح وقد استُخدم شجر البلوط  كمادة لبنائها وإعمارها حيث يبلغ طول البناء 9.46 متراً ويبلغ العرض 4.92 متراً وأما الارتفاع فيبلغ 5.50 متراً .

## تاريخها
تحتفظ كنيسة نيقولا القديمة بكتاب الصلاة الذي يضم معلومات تاريخية حول الراهب المبتدئ من دير جومينيكا الأرثوذكسي الصربي الذي عُلّق من قِبل الإدارة العثمانية المحلية في المدينة الصربية بانيا لوكا بتهمة التشهير. جُدّدت الكنيسة خلال الفترة ما بين العامين 2004- 2003 و كان مشروع التجديد هذا يُدار من قِبل المعهد الجمهوري لحماية التراث الطبيعي والثقافة في الجمهورية الصربية ( جمهورية صرب البوسنة).

## معرض الصور

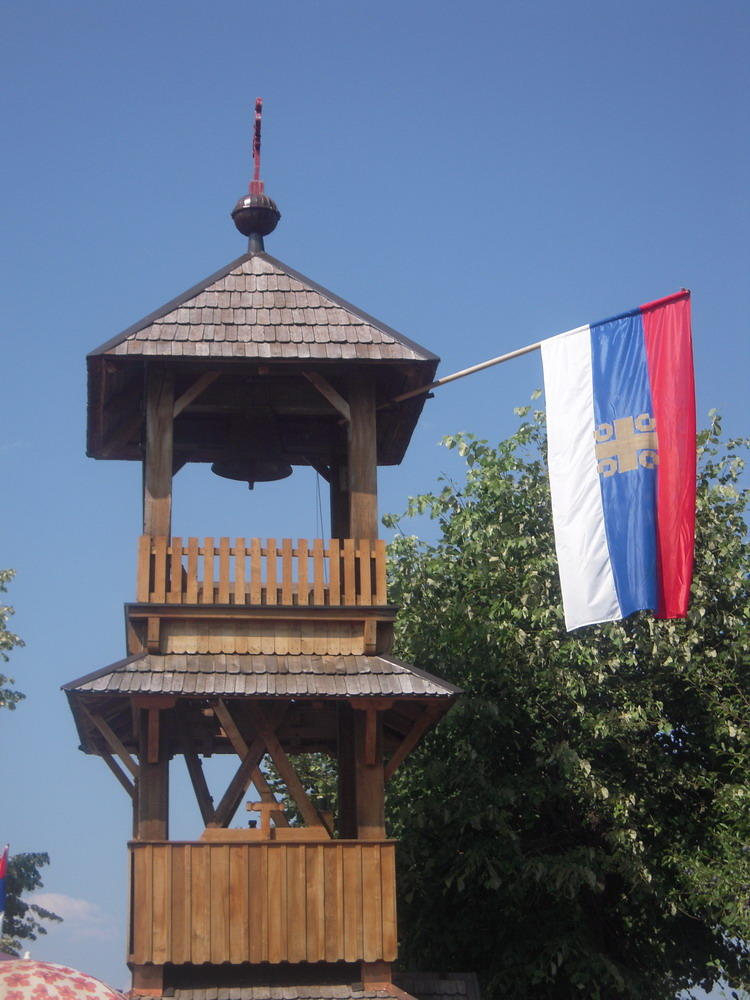
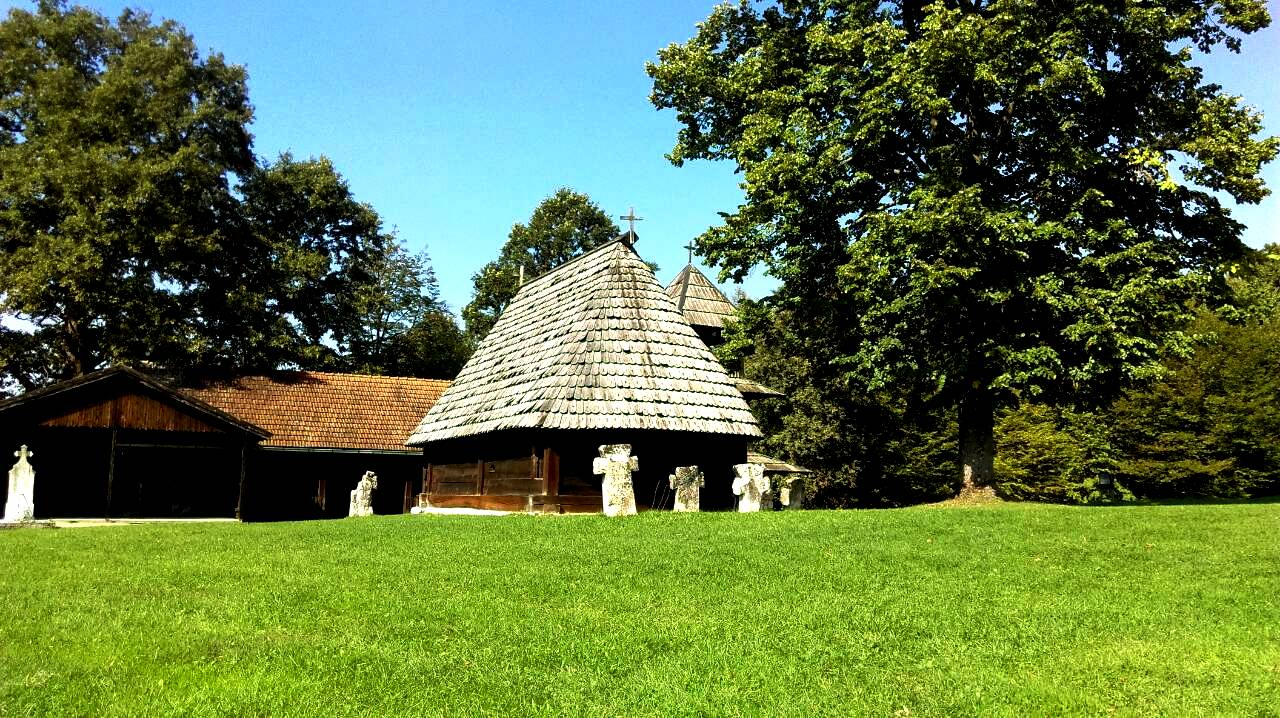
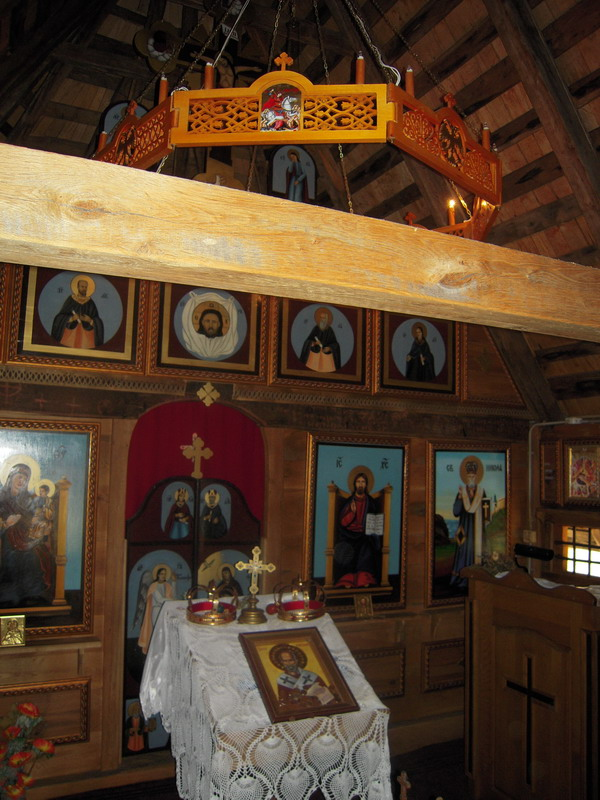
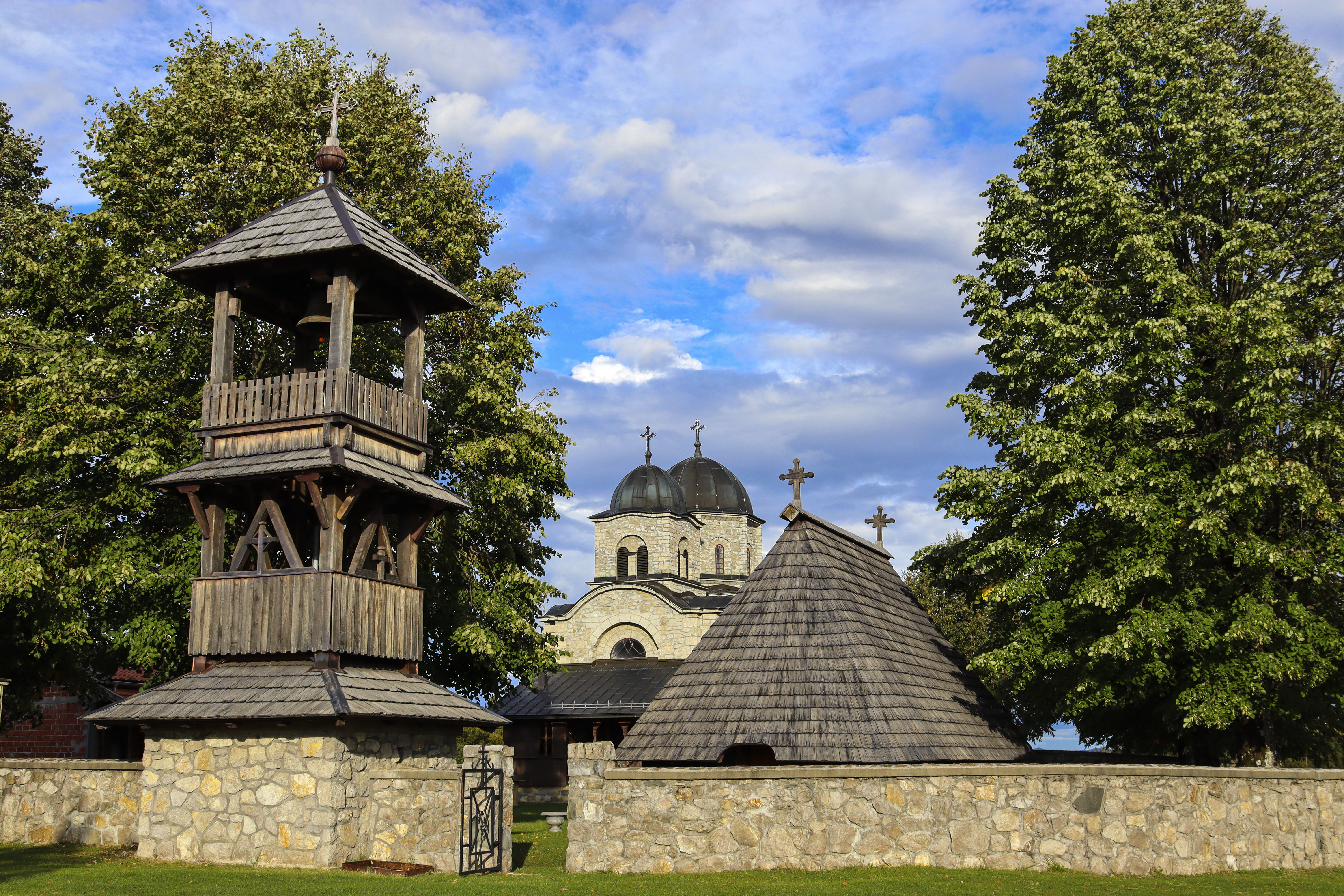
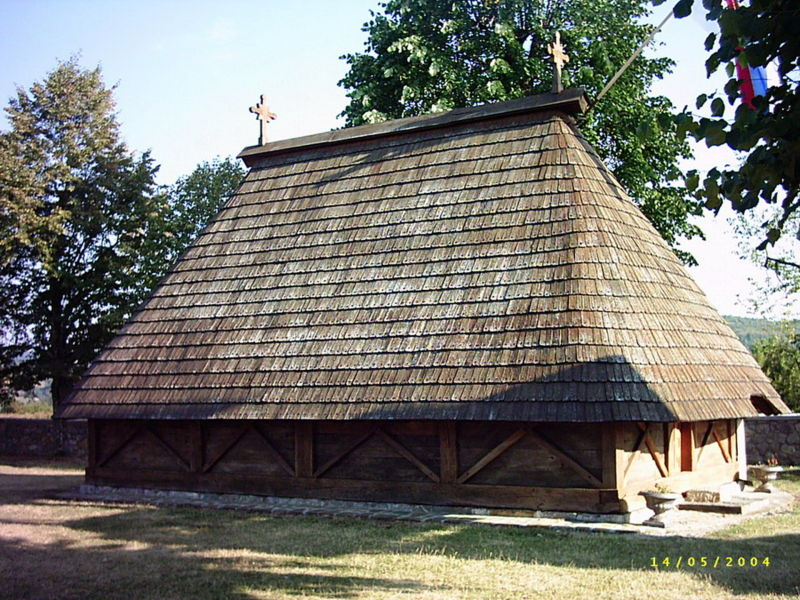

## الكنيسة في الثقافة الشعبية
حسب الخرافة الواردة في التقاليد الشعبية المحلية يُقال بأنه ذات ليلة نُقلت الكنيسة من مكانها الأصلي المزعوم في قرية غرابيز إلى مكانها الحالي في قرية جافورينا وفي رواية أخرى يُقال بأنّ السلطان العثماني أمر ببناء مكان للتعبد على أن يكون هذا المكان كبير وواسع بحيث يُغطّى بقطعة واحدة من جلد الثور ولاحقاً قد تم التّغلب على هذا التضييق بالحيلة عن طريق قطع الجلد على المنصة.